# Орландо Рамірес
Орландо Рамірес (ісп. Orlando Ramírez, 7 травня 1943 — 26 липня 2018) — чилійський футболіст, нападник. Виступав за клуби «Універсідад Католіка» та «Палестіно», а також національну збірну Чилі.

## Клубна кар'єра
У дорослому футболі дебютував 1959 року виступами за команду «Універсідад Католіка», в якій провів шість сезонів і 1961 року став чемпіоном Чилі.
До складу клубу «Палестіно» приєднався 1965 року і виступав за команду до завершення ігрової кар'єри у 1970 році.

## Виступи за збірну
11 листопада 1962 року дебютував в офіційних іграх у складі національної збірної Чилі в матчі Кубка Карлоса Діттборна проти Аргентини (1:1).
У складі збірної був учасником чемпіонату світу 1966 року в Англії, але на поле жодного разу не вийшов.
Останній раз у складі збірної зіграв 27 листопада 1968 року в матчі Кубка Карлоса Діттборна проти Аргентини (0:4) і загалом з 1962 по 1968 рік він провів у національній команді 14 матчів, забивши 2 голи.
Помер 26 липня 2018 року на 76-му році життя.

## Титули і досягнення
- Чемпіон Чилі (1):

«Універсідад Католіка»: 1961